# أحمد حسن علي
أحمد حسن علي وهو سياسي عراقي شغل منصب عضو في مجلس النواب العراقي في دورته الأولى من عام 2005 إلى 2010.